# اوانه، ویکیانو
اوانه (به ایتالیایی: Avane) یک منطقهٔ مسکونی در ایتالیا است که در وکیانو واقع شده‌است. اوانه ۱٬۱۵۷ نفر جمعیت دارد و ۶ متر بالاتر از سطح دریا واقع شده‌است.